# Rudbeckia hirta
Espèce
Classification phylogénétique
La Rudbéckie hérissée, Rudbeckie hérissée ou Rudbéckie hirsute, de son nom scientifique Rudbeckia hirta, est une espèce de plante à fleurs appartenant au genre Rudbeckia de la famille des Asteraceae.
Elle est originaire d'Amérique du Nord où elle est dénommée « Black-eyed Susan » (« Suzanne aux yeux noirs », à ne pas confondre avec Thunbergia alata, dénommée « Suzanne aux yeux noirs » en Europe, qui ne lui est pas apparentée). Elle est cultivée comme plante ornementale dans les régions tempérées.

## Étymologie

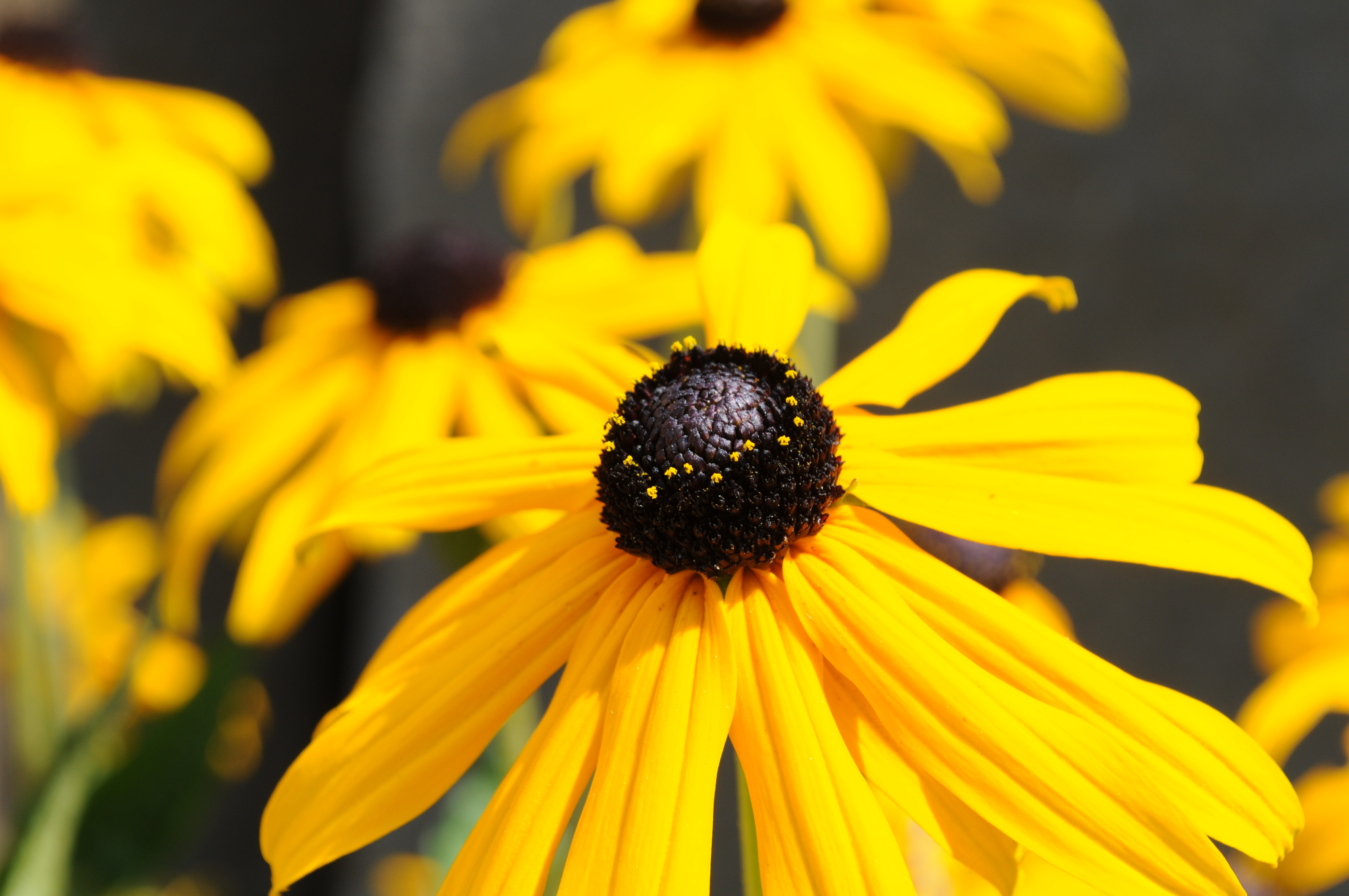
Rudbeckia hirta a un capitule convexe brun et des ligules périphériques jaunes.

Le nom de genre Rudbeckia a été attribué par Linné en hommage à Olof Rudbeck (1630-1702), un anatomiste, botaniste et antiquaire suédois qui fonda le jardin botanique d'Uppsala et à son fils Olof Rudbeck le Jeune (1660-1740), premier protecteur de Linné. Rudbeck prit Linné comme tuteur de ses fils et lui confia sa chaire de botanique à l'université d'Uppsala.
L'épithète spécifique hirta vient du latin hirtus « hérissé (en parlant du poil) » (Gaffiot).

## Description

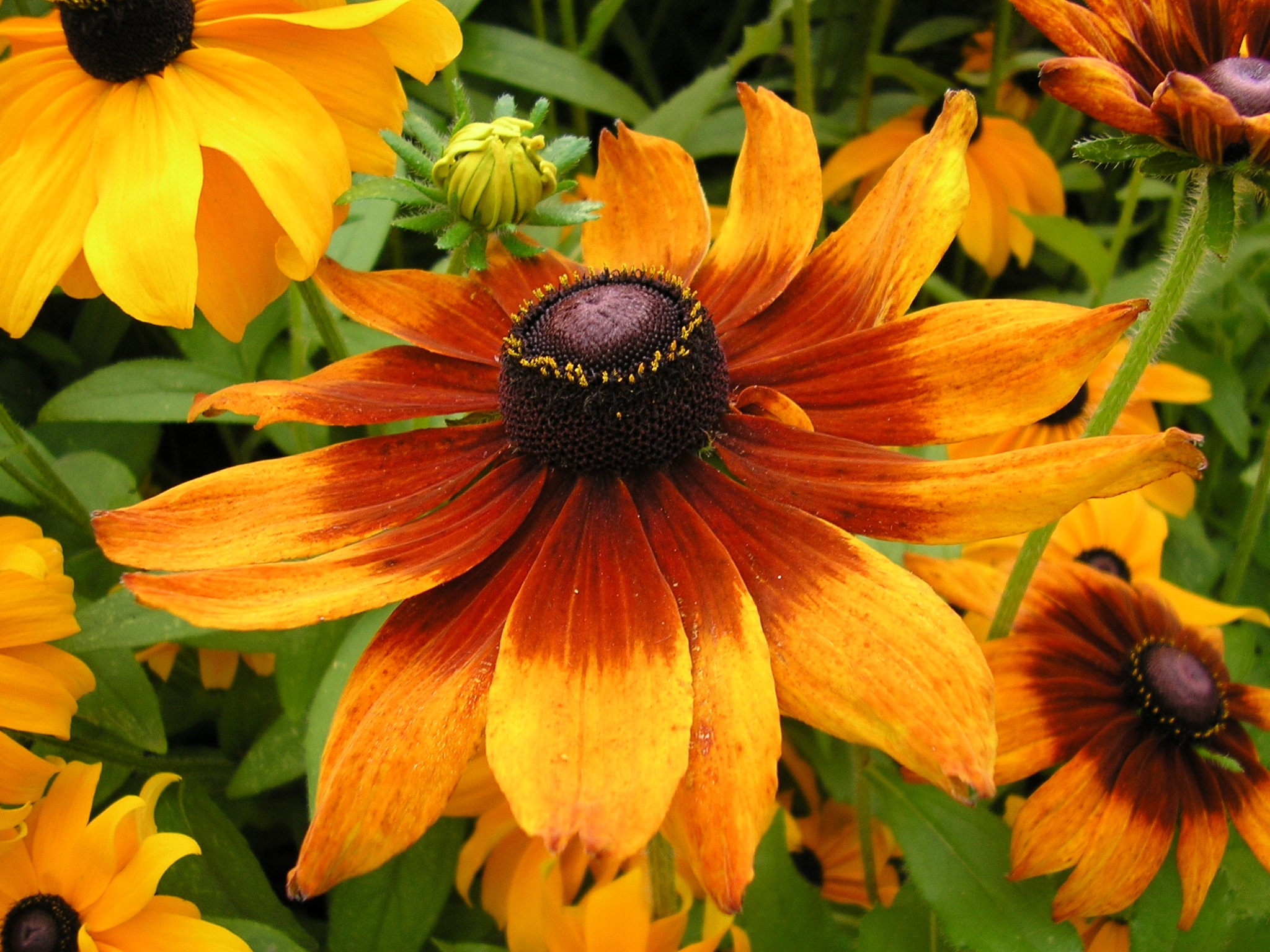
Fleurs de Rudbeckia hirta.

Rudbeckia hirta est une plante herbacée qui peut être annuelle, bisannuelle ou vivace. Elle atteint, dans la nature, un mètre de haut, et plus pour les plants cultivés. La tige est couverte de gros poils rigides, dressés, parfois rêches au toucher (hispides), ce qui lui vaut son nom. Le feuillage est caduc.
La feuille, portée par un long pétiole, est elliptique-ovale et possède une base cunée (en forme de coin) et une marge entière ou serretée. Le limbe est hispide ou hirsute, de taille variable, 8-30 × 0,5-7 cm.
L'inflorescence est un capitule porté à l'extrémité d'un rameau, sous-tendu par deux séries de grandes bractées hispides, de 3 cm de long. Le capitule, de type radié, est formé au centre par une protubérance marron (le cœur, c'est-à-dire le capitule à réceptacle floral convexe), couvert de fleurons tubulés, entourées de 8 à 12 longues fleurs périphériques ligulées jaunes.
Les ligules, de 15 à 45 mm de long, peuvent être entièrement jaunes, ou aussi rouges en passant par des nuances orangées. Le réceptacle est hémisphérique à ovoïde, c'est-à-dire convexe. La floraison s'étale de juin à octobre aux États-Unis comme en Europe.
Le fruit est formé à partir d'un ovaire infère (cypsèle) de 1,5–2,7 mm, sans pappus (aigrette).
Quatre variétés ont été décrites, :
- Rudbeckia hirta var. angustifolia, Caroline du Sud au Texas ;
- Rudbeckia hirta var. floridana, Floride ;
- Rudbeckia hirta var. hirta, Maine américain à l'Alabama ;
- Rudbeckia hirta var. pulcherrima, Amérique du Nord (Canada et États-Unis).

## Écologie
Rudbeckia hirta est originaire d'Amérique du Nord. Elle croît dans les prairies, les pâturages et comme adventices dans les champs.

C'est aussi une plante ornementale largement cultivée et qui s'est naturalisée dans certaines localités de Chine et d'Europe (Orelle en France).

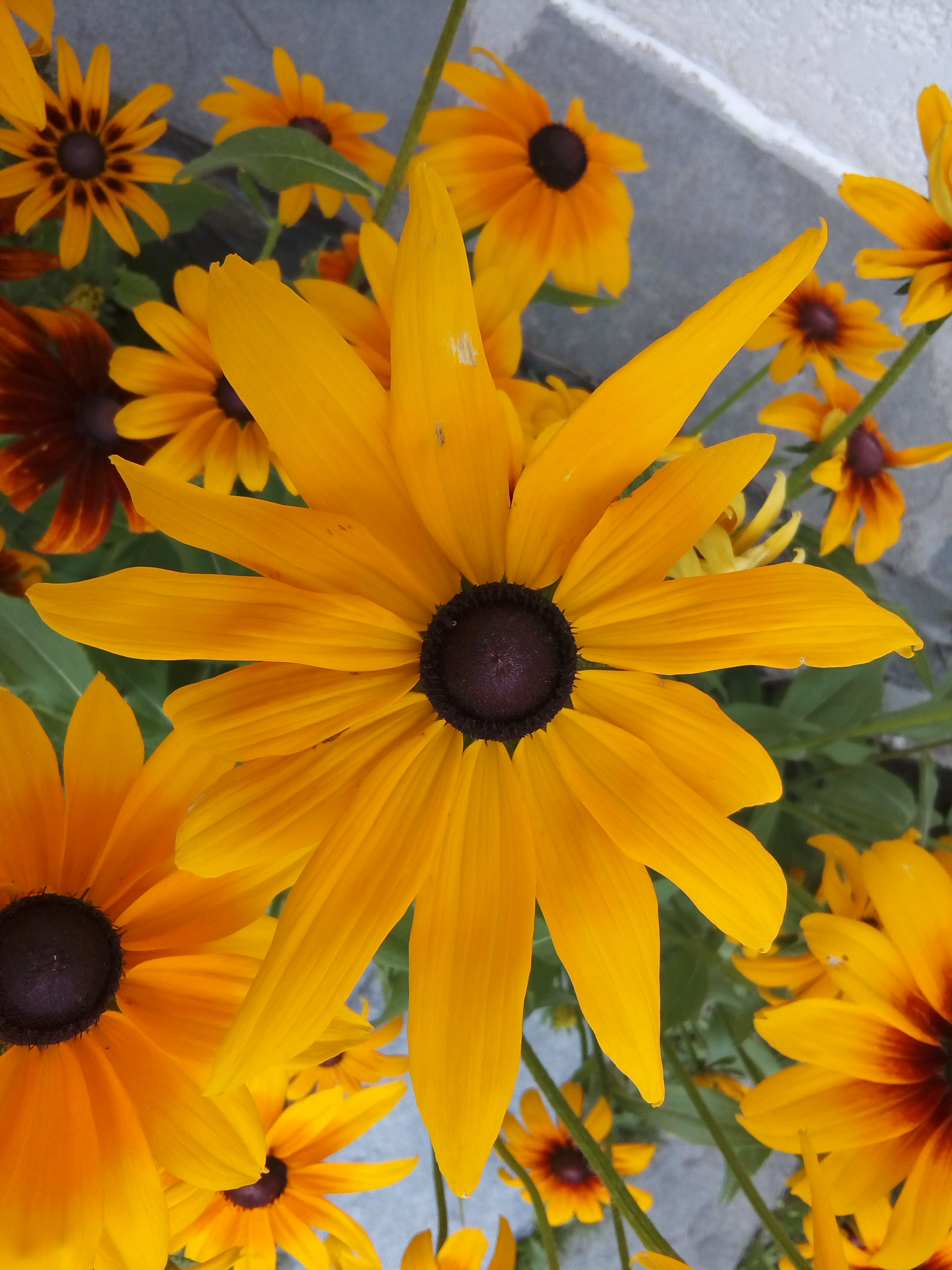
Rudbéckie hérissée en France.
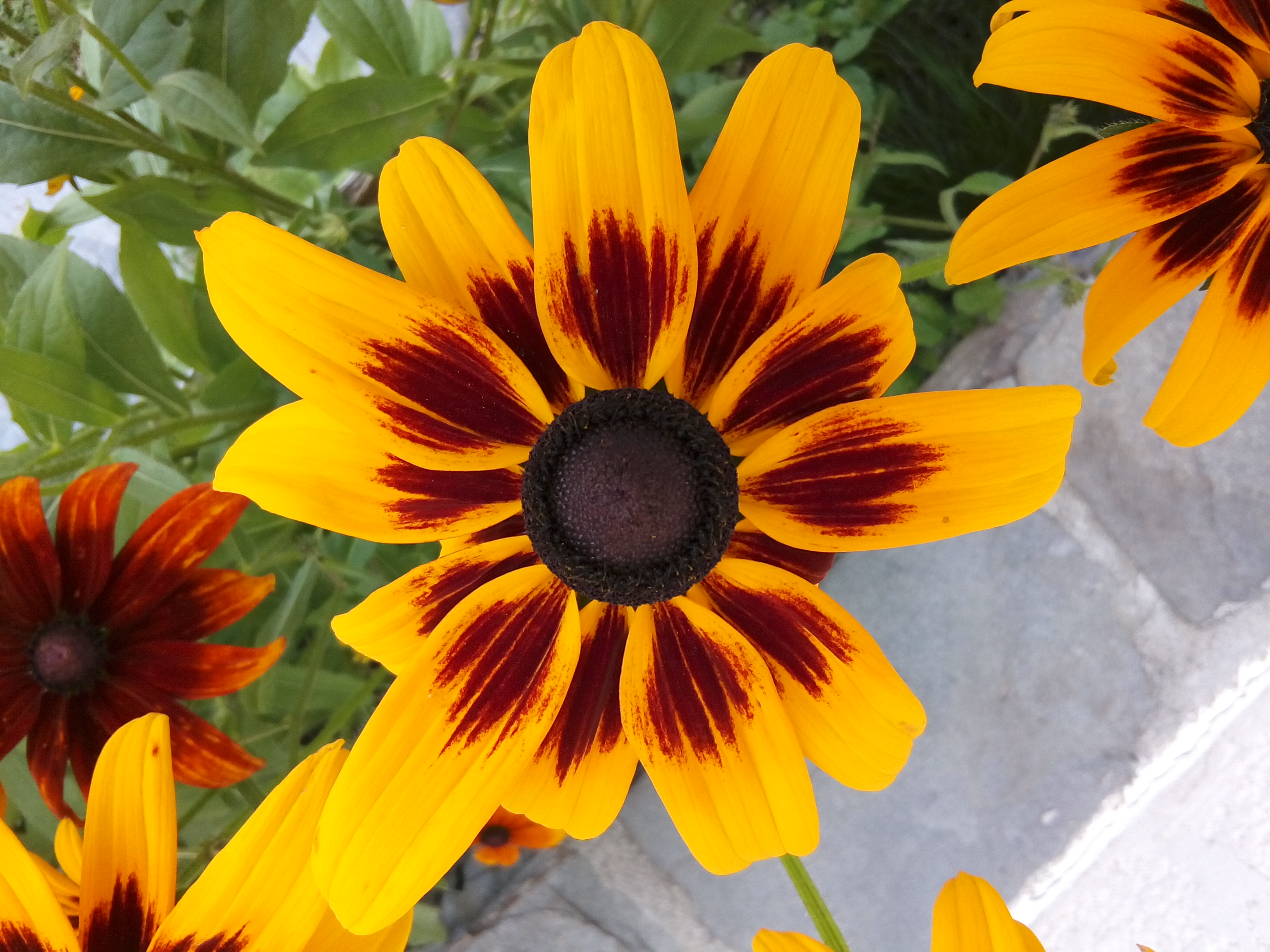
Variété avec des taches pétaloïdes rouges.
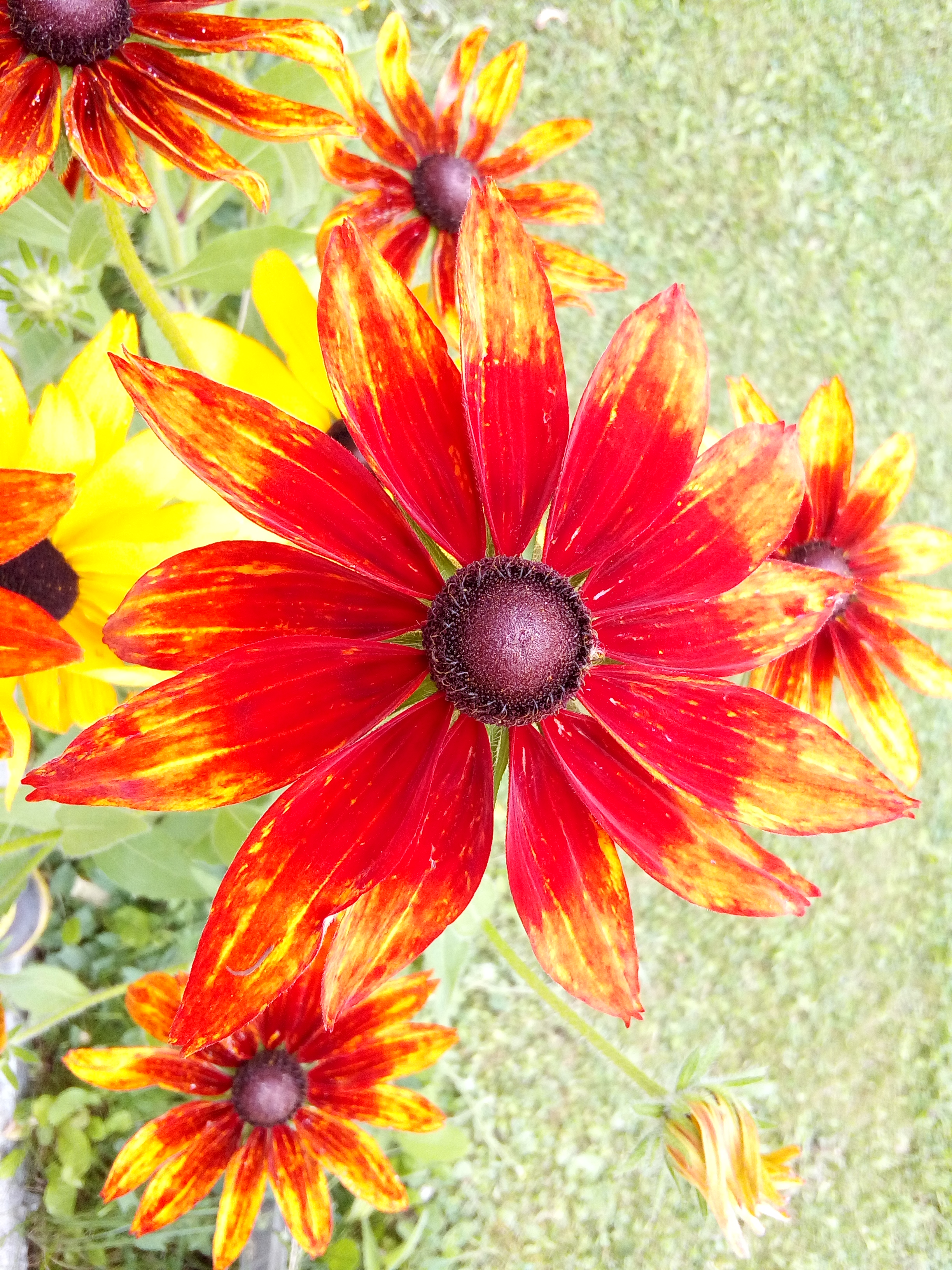
Rudbéckies hérissées rouge vif.
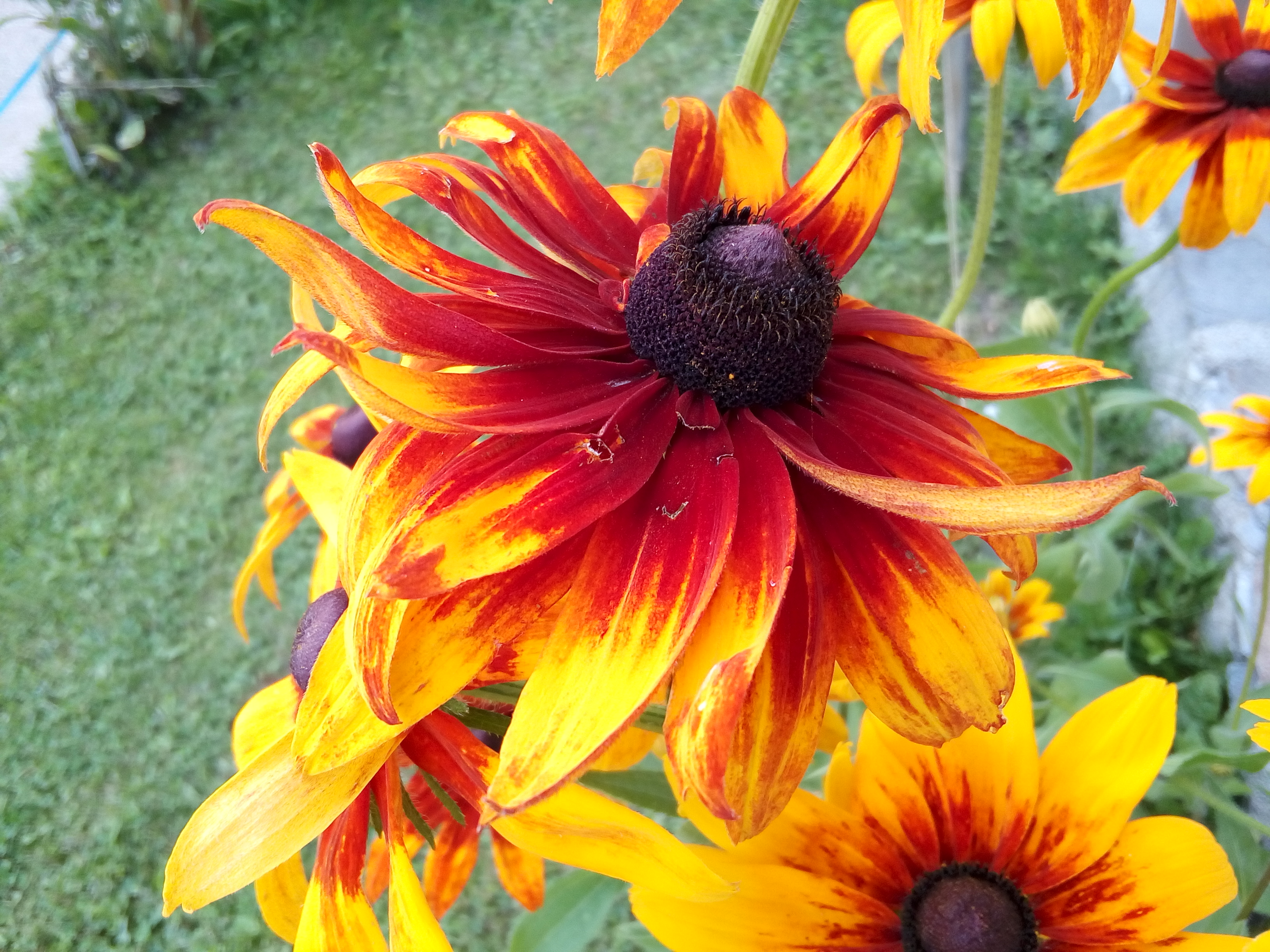
Rudbéckies hérissées à Orelle.
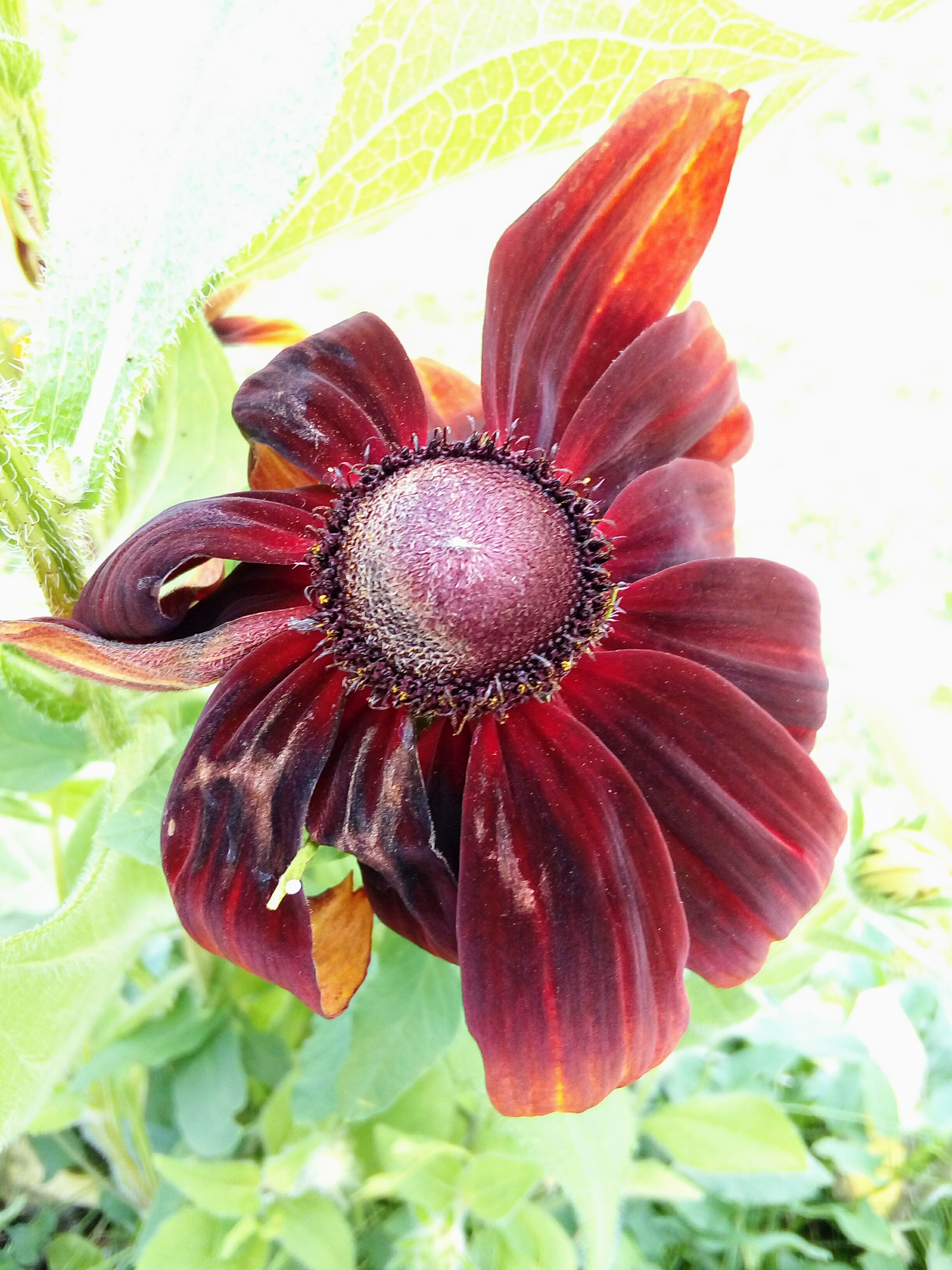
Rudbeckia hirta pourpre.

## Culture

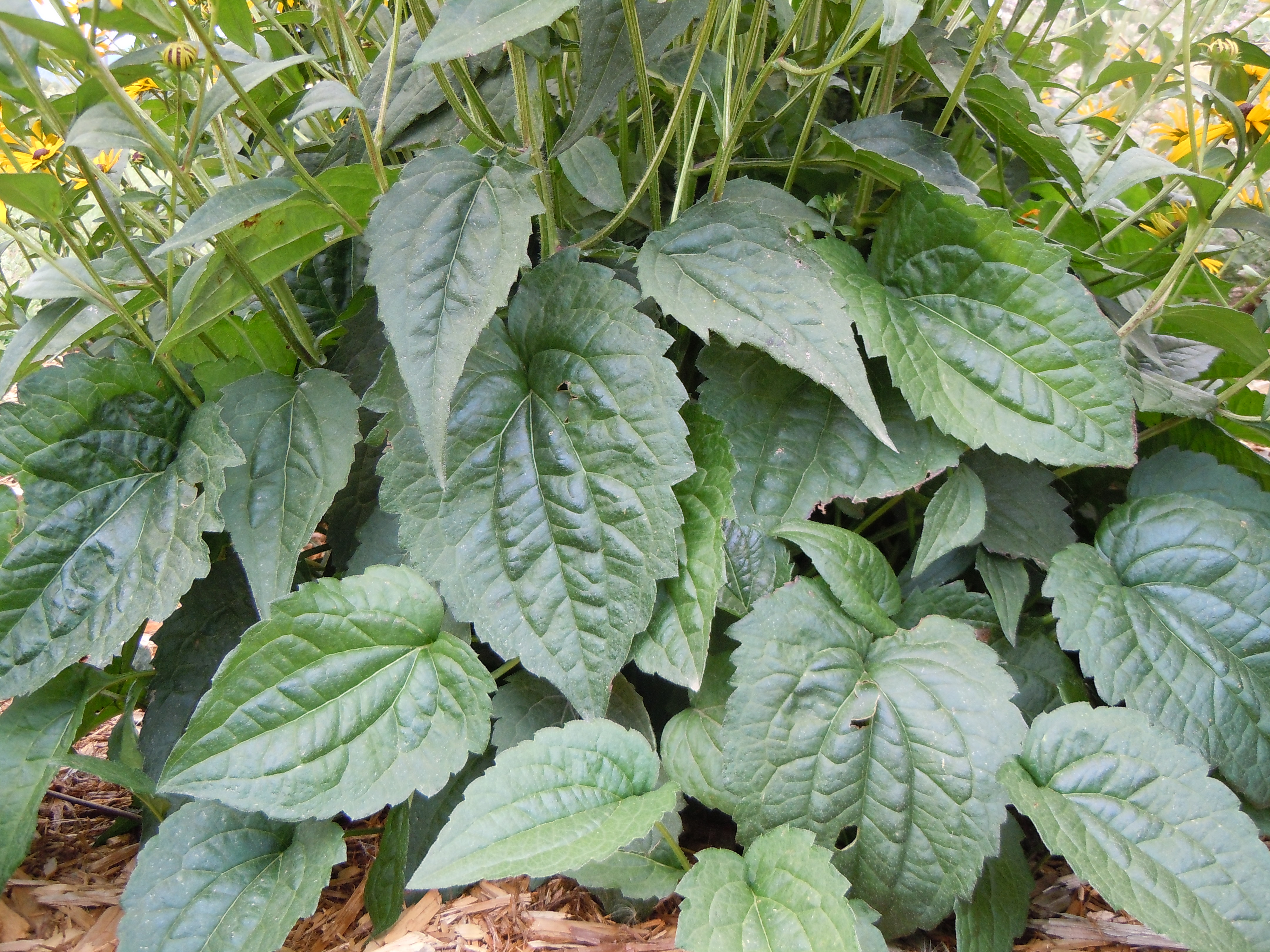
La Rudbéckie hérissée peut avoir parfois de larges feuilles serretées.

Les Rudbéckies hérissées sont de culture facile. Elles se plaisent dans une terre bien drainée et fertile, dans une zone ensoleillée. Elles ont une croissance rapide. Les Rudbéckies peuvent être utilisées en fleurs coupées.
À l'automne, après la floraison, les feuilles peuvent être coupées et la souche divisée (de trois à quatre ans) en parties qu'il est alors possible de replanter.
Il existe de nombreux cultivars :
- Rudbeckia hirta 'Bronze Strain' ne fait que 30 à 40 cm de haut et possède des fleurs semi-doubles dans les tons orangés avec un cœur brun[17] ;
- Rudbeckia. hirta 'Cappucino' est une annuelle de 80 cm de haut portant de grandes 'fleurs' de 15 cm de diamètre, à ligules jaune orangé griffé de rouge-rouille vers la base ;
- Rudbeckia hirta 'Irish Eyes' fait environ 80 cm de haut et porte des 'fleurs' avec un cœur conique vert olive[18].

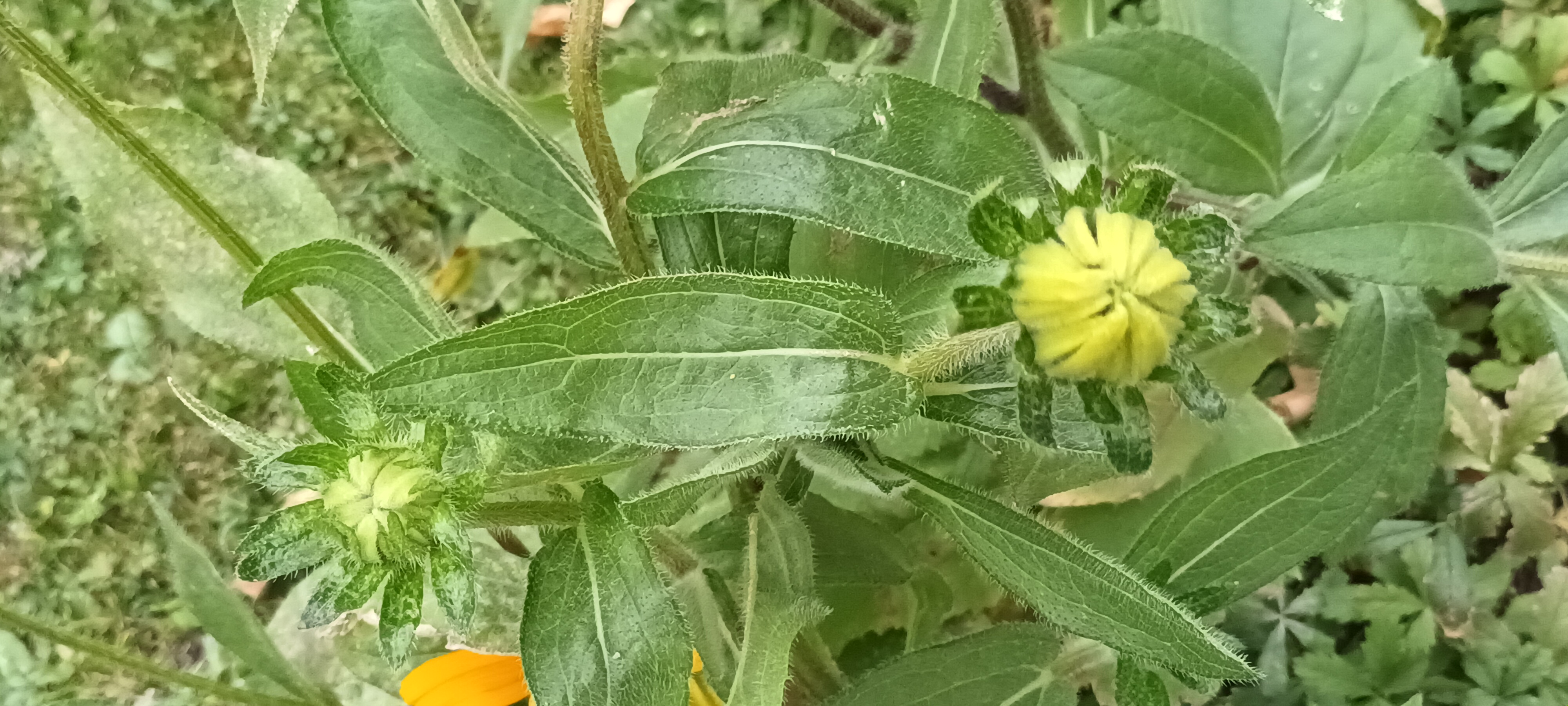
Feuilles et bourgeons floraux de Rudbéckie hérissée.

## Synonymes
- Rudbeckia bicolor Nutt. [= Rudbeckia hirta var. pulcherrima] ;
- Rudbeckia floridana T. V. Moore [≡ Rudbeckia hirta var. floridana] ;
- Rudbeckia floridana var. angustifolia T. V. Moore [≡ Rudbeckia hirta var. angustifolia][19] ;
- Rudbeckia hirta var. corymbifera Fernald [= Rudbeckia hirta var. pulcherrima] ;

Rudbeckia purpurea L. est maintenant nommée Echinacea purpurea (L.) Moench.

## Utilisations
La Rudbéckie hérissée a été utilisée par les Ojibwés, en cataplasme contre les morsures de serpents et en infusion pour les rhumes et les vers des enfants. Les Menominee l'ont utilisé comme diurétique.

Elle contient des anthocyanes.

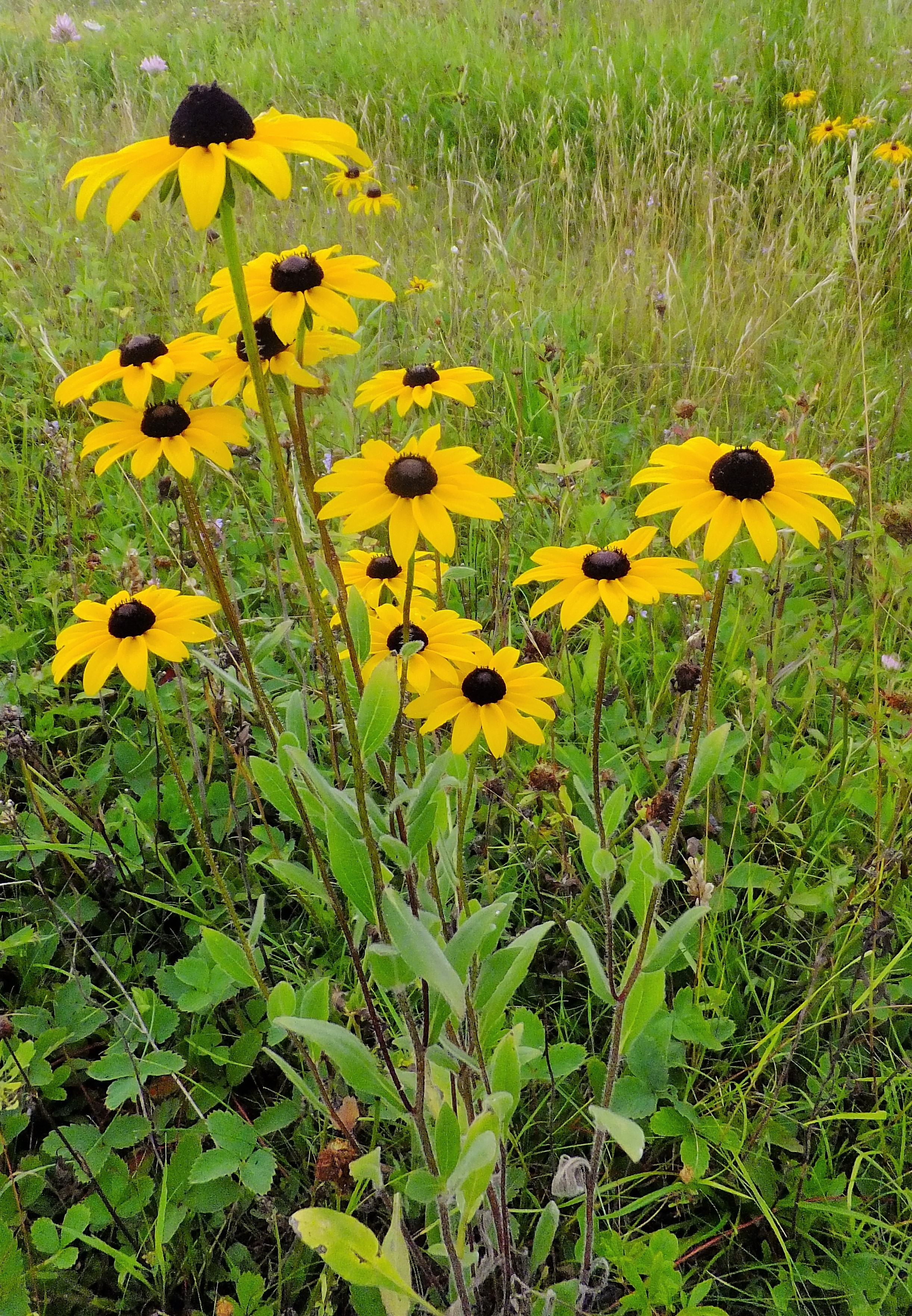
Rudbeckia hirta (Rudbéckies hérissées) dans un champ au Sud du Québec.
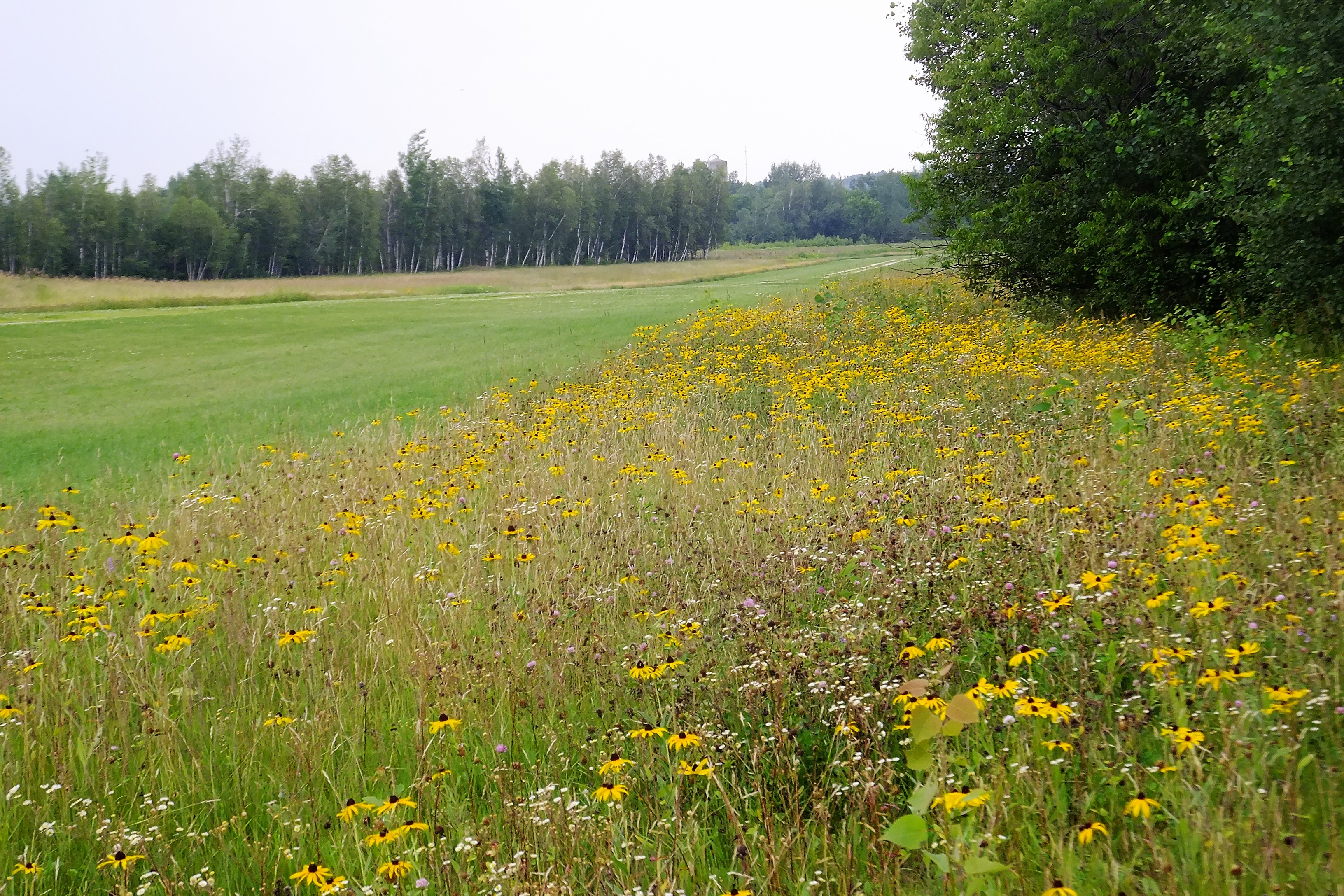
Rudbéckies hérissées dans un champ au Sud du Québec, dans une friche qui longe une plaine d'aviation.
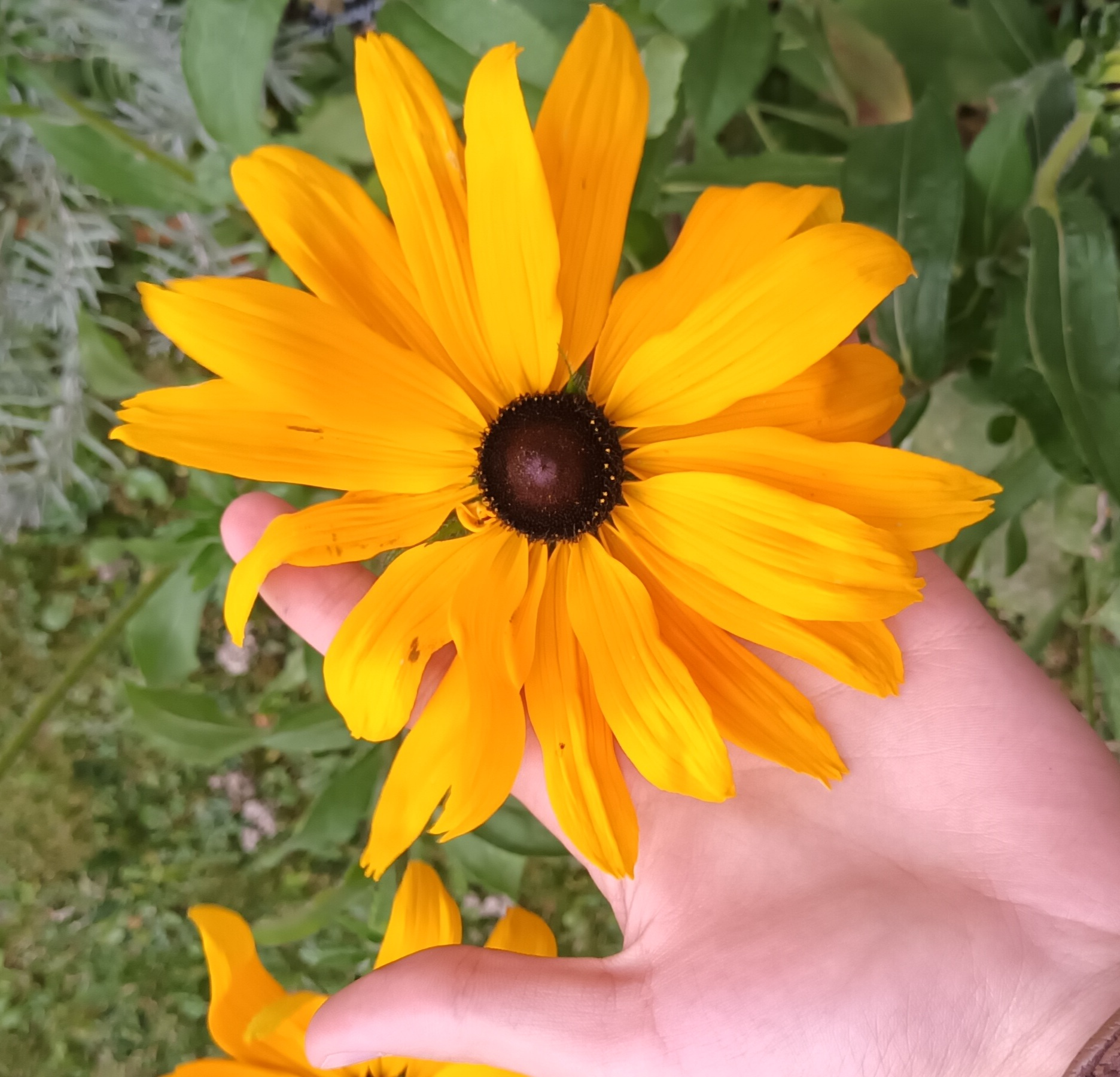
Comparaison entre une main d'homme et la corolle d'une Rudbéckie hérissée dans la Zone naturelle d'intérêt écologique, faunistique et floristique de type 2 d'Orelle.
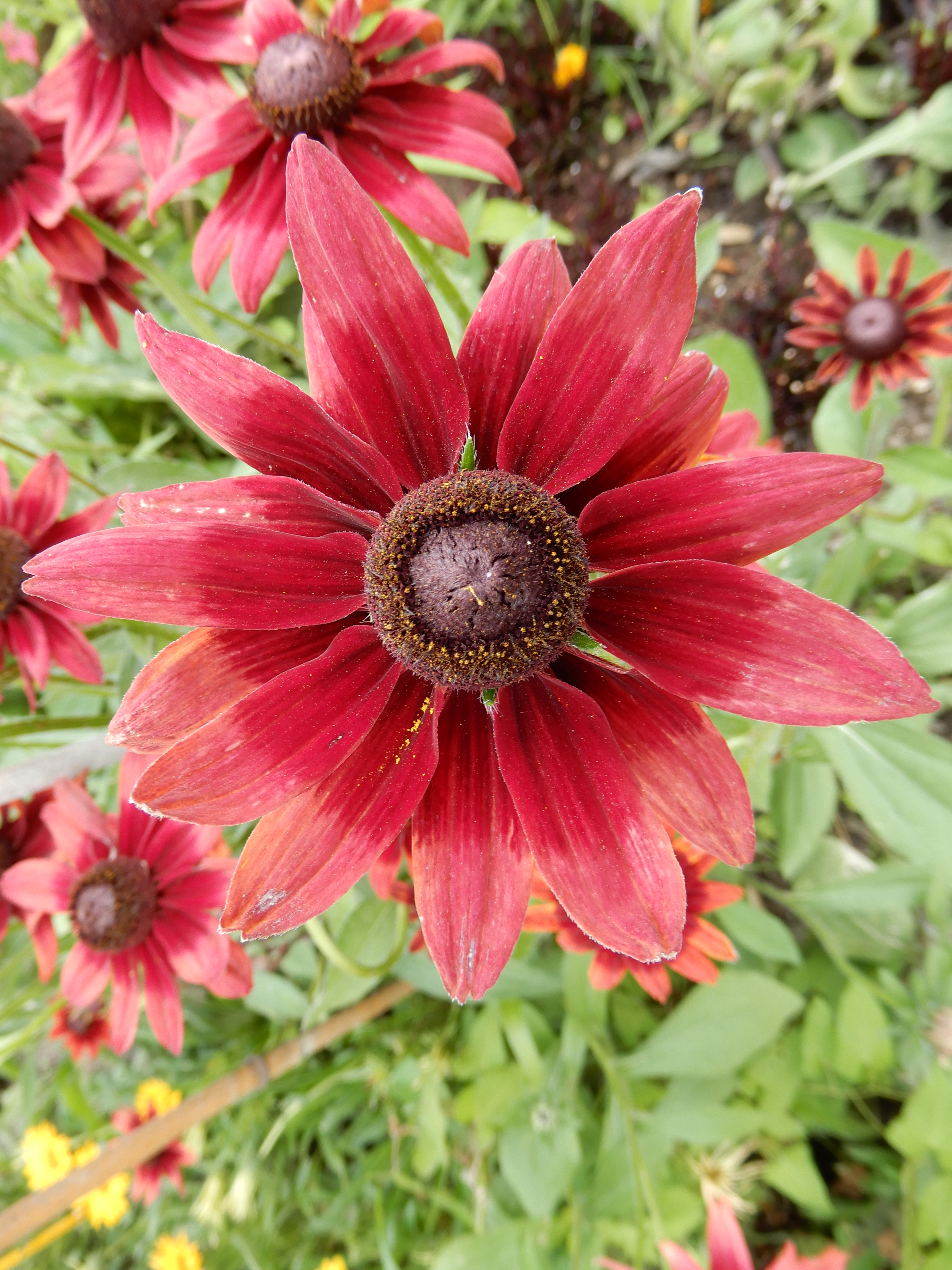
Cherry brandy, variété de Rudbeckia hirta à fleur rouge, dans le jardin de l’École Du Breuil.
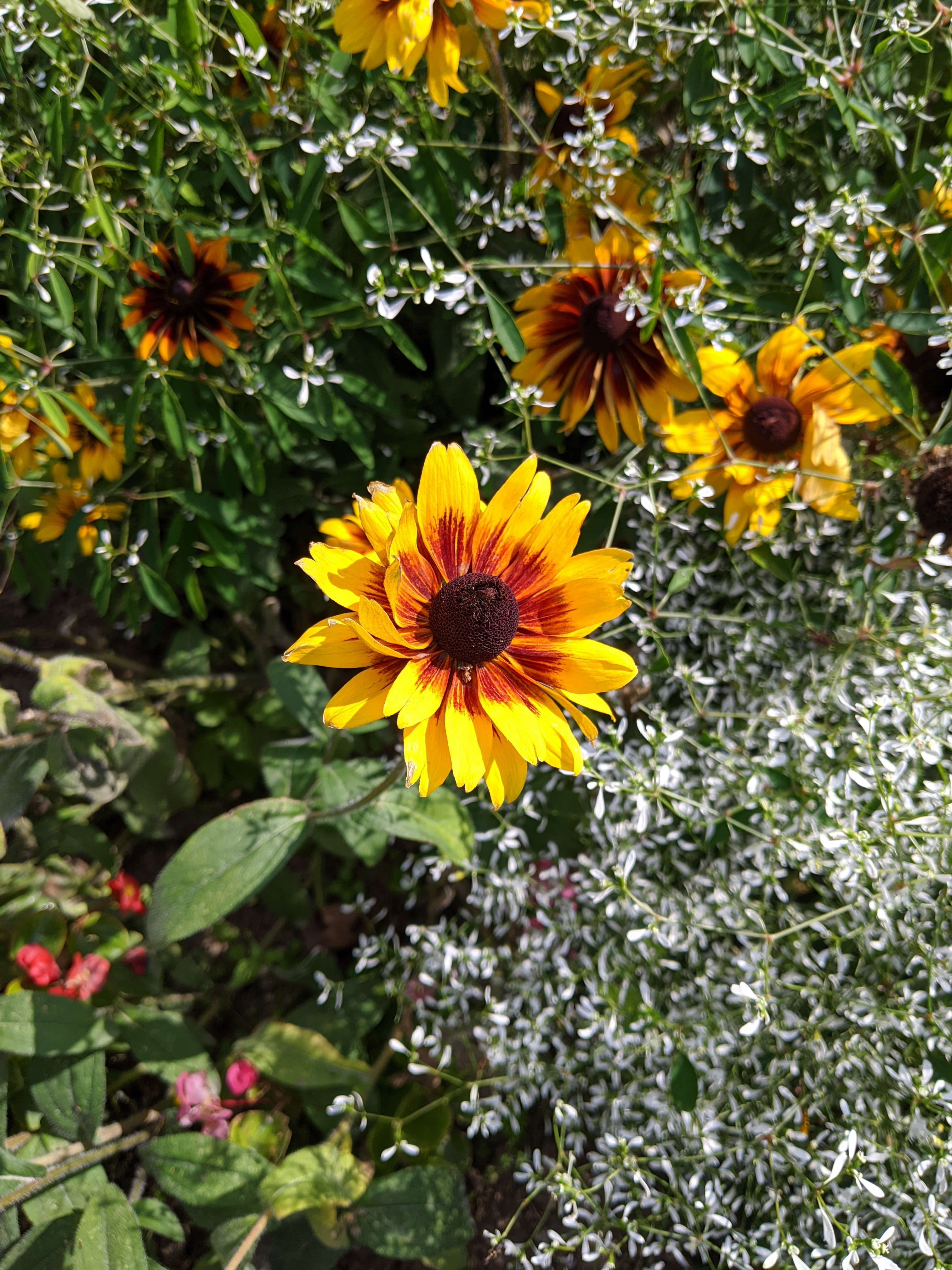
Orange Fudge, variété de Rudbeckia hirta aux fleurs jaunes, Jardin des plantes de Paris.